# Colonia Santa Fe
Colonia Santa Fe es una localidad del estado mexicano de Baja California. Es parte del municipio de San Quintín.

## Demografía
| Gráfica de evolución demográfica |
|                                  |

| Censo | Población |
| ----- | --------- |
| 1980  | 58        |
| 1990  | 236       |
| 2000  | 1 917     |
| 2010  | 2 632     |
| 2020  | 3 117     |